# 马丁·穆尔赛普
马丁·穆尔赛普（1974年9月26日—），爱沙尼亚篮球运动员，曾效力于美国NBA联盟。他在1996年的NBA选秀中第1轮第25顺位被犹他爵士选中。